# Shunsuke Hirai
Shunsuke Hirai (平井 駿助 Hirai Shunsuke?, Iwade, Wakayama, 9 de julio de 2002) es un futbolista japonés que juega como mediocampista en el Reilac Shiga F. C. de la Japan Football League de Japón.

## Clubes
| Club                           | País  | Año       |
| ------------------------------ | ----- | --------- |
| Yokohama F. Marinos            | Japón | 2020-2023 |
| ReinMeer Aomori F. C. (cedido) | Japón | 2022      |
| Reilac Shiga F. C. (cedido)    | Japón | 2023      |
| Reilac Shiga F. C.             | Japón | 2024-act. |